# Sven Erik Wunner

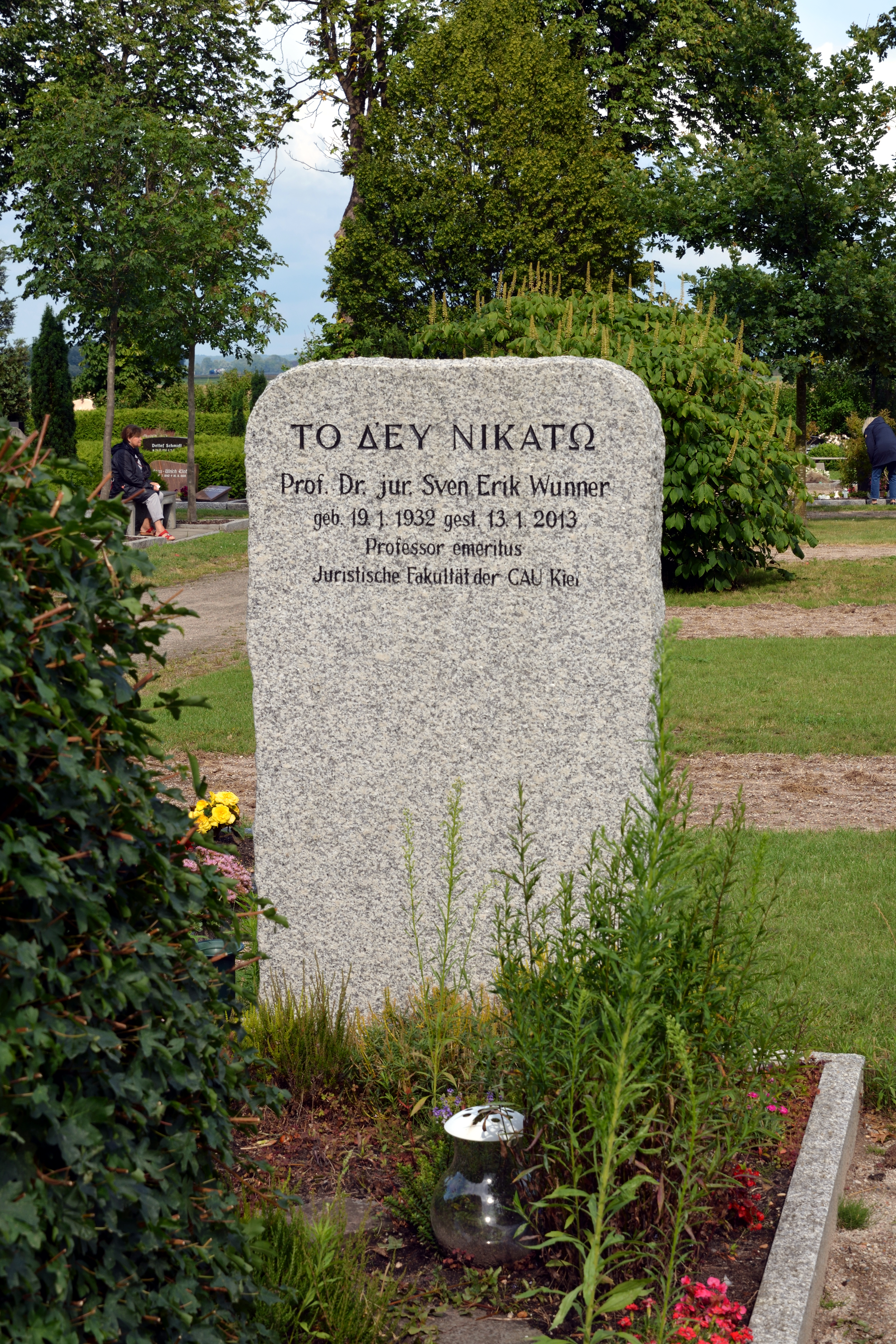
Grab in Wilster (Foto: 2019)

Sven Erik Wunner (* 19. Januar 1932 in Kropp, Kreis Schleswig; † 13. Januar 2013) war ein deutscher Rechtswissenschaftler.

## Leben
Als Sohn eines Arztes studierte Wunner an den Universitäten Marburg, Hamburg und Heidelberg Geschichte, Volkswirtschaftslehre und Rechtswissenschaften. In Marburg wurde er Mitglied der Landsmannschaft Hasso-Guestfalia. 1957 wurde er in Heidelberg zum Dr. jur. promoviert. Nach der zweiten juristischen Staatsprüfung 1960 folgte ein Studienaufenthalt in Rom. Seit 1961 war er Wissenschaftlicher Assistent von Wolfgang Kunkel. 1964 wurde Wunner bei Kunkel an der Ludwig-Maximilians-Universität München habilitiert, wo er fortan als Dozent lehrte. 1964 erfolgte die Berufung zum ordentlichen Professor an der Ruhr-Universität Bochum. Von 1970 bis 1997 war Sven Erik Wunner schließlich Professor für Römisches Recht und Bürgerliches Recht an der Rechtswissenschaftlichen Fakultät der Christian-Albrechts-Universität zu Kiel.

## Werke
- Contractus. Sein Wortgebrauch und Willensgehalt im klassischen römischen Recht (= Forschungen zum Römischen Recht, Bd. 19). Böhlau, Köln 1964 (= Habilitationsschrift Universität München).

- Christian Wolff und die Epoche des Naturrechts. Kriminalistik-Verlag, Hamburg 1968